# Троїцький район (Луганська область)
Тро́їцький райо́н — колишній район України, розташований у північно-західній частині Луганської області. Адміністративний центр — смт Троїцьке, розташований на відстані 220 км від м. Луганська і 2 км від залізничної станції Лантратівка, на лінії Валуйки—Старобільськ. Населення становить 20 818 осіб (на 1 серпня 2013). Площа району 1600 км². Утворено 1926 року, ліквідований 2020 року шляхом включення до Сватівського району.

## Географія

### Розташування
На півночі межує з Вейделєвським і Валуйським районами Білгородської області, на півдні і сході — з Білокуракинським і Сватівським районами Луганської області. На заході — із Дворічанським і Куп'янським районами Харківської області.

### Рельєф
Поверхня району є хвилястою піднесеною рівниною, сильнорозчлененованою ярами і балками. На території району виділяються два типу рельєфу: водно-ерозійний і водно-акумулятивний. Район розташований в області поширення пліоценових терас і є системою межирічних вододілів р. Красна і р. Лозна.
Ярово-балкова система району сильно дренує місцевість, знижує рівень ґрунтових вод, викликає розвиток ерозійних процесів, що негативно позначається на обробці ґрунту, догляді за посівами, збиранні, транспортуванні врожаю.

### Ґрунти
Троїцький район розташований у степовій чорноземній зоні України і входить до складу Придонецького агроґрунтового району, де переважають чорноземи звичайні середньосуглинисті, глинистого і суглинного механічного складу.
Головне природне багатство району — родючі чорноземи, що займають 83,6 % ріллі. Є незначні запаси глини, піску і крейди, а також джерело мінеральної води, яке має промислове значення.

### Гідрологія
Територією району протікають річки Уразова, Красна, Гнила. Клімат району континентальний із спекотним сухим літом, вологою й іноді дуже холодною зимою. Максимальна температура +38,6 °C, мінімальна температура −33 °C. Опади нерівномірні, район відноситься до зони ризикованого землеробства. Троїцький район відрізняється порівняно низькою відносною вологістю (40-50 %), що негативно позначається на вегетації рослин і перезимівлі озимих культур.

### Флора
На території району трапляються рослини, занесені до Червоної книги України:
- келерія Талієва (Koeleria talievii), ендемік середньої течії Сіверського Дінця, Новочервоне;
- ковила волосиста (Stipa capillata), вузьколиста (Stipa tirsa), дніпровська (Stipa borysthenica), Залеського (Stipa zalesskii), Лессінга (Stipa lessingiana), найкрасивіша (Stipa pulcherrima), пухнастолиста (Stipa dasyphylla) і українська (Stipa ucrainica) — численні популяції в степу;
- пирій ковилолистий (Elytrigia stipifolia);
- півонія тонколиста (Paeonia tenuifolia), Привілля, поблизу Новониканорівки Сватівського району;
- полин суцільнобілий (Artemisia hololeuca), Покровське, Новочервоне;
- рябчик малий (Fritillaria meleagroides);
- сон чорніючий (Pulsatilla pratensis);
- тюльпан дібровний (Tulipa quercetorum) і змієлистий (Tulipa ophiophylla), байрачні ліси;
- шафран сітчастий (Crocus reticulatus), звичайна рослина дібров.

### Фауна
Тваринний світ району представлений головним чином степовими і деякими лісовими тваринами: вовк, лисиця, куниця, лось, дика свиня. Промислового значення тваринний світ не має.

## Історія
Заселення краю почалося в 17-18 столітті. У 40-50-х роках 18 сторіччя на річці Уразова виникла слобода Кальнівка, названа так на честь першого поселенця, селянина Калини. У 1820 році в слободі Кальнівка була побудована церква на честь Святої Трійці, і з моменту її освячення село Кальнівка було перейменоване в с. Троїцьке. На честь освячення церкви в селі Троїцьке день Сходження Св. Духа на апостолів (Пресвятої Трійці) став щорічним престольним святом.
9 травня 1926 року Троїцька волость Валуйського повіту Воронезької губернії Російської імперії, яка була населена переважно українцями, увійшла до складу Куп'янської округи Української РСР. Відтоді слобода стала називатися селом Троїцьким і одночасно була адміністративним центром новоствореного Троїцького району.
У 1927 році п'ятнадцять селянських господарств об'єднались в товариство по спільній обробці землі (ТОЗ) «Бідняцька сила», якому було виділено 120 десятин землі, молотилку, трактор, за кермо якого сів місцевий селянин В. І. Попов. Члени ТОЗу вчасно збирали хороший врожай зернових. Наприкінці 1929 року почався масовий вступ селян до колгоспів. Значну роль в цьому зіграла допомога міст Харкова та Куп'янська. В село прибули двадцятип'ятитисячники.
З 8 липня 1942 р. по 18 січня 1943 р. Троїцький район був окупований нацистською Німеччиною. За цей час окупантами було розстріляно 25 мирних жителів, 139 юнаків та дівчат відправлено на примусові роботи.
У вересні 1958 року село Троїцьке стало районним центром (був приєднаний Покровський район), а в 1961 році отримало статус селища міського типу.

## Адміністративний устрій
Адміністративно-територіально район поділяється на 1 селищну раду та 17 сільських рад, які об'єднують 58 населених пунктів і підпорядковані Троїцькій районній раді. Адміністративний центр — смт Троїцьке.

## Населення
Населення — 24 тис. осіб, у тому числі сільського населення — 17,3 тис. осіб, з них зайнятих у сільськогосподарському виробництві — 4 тис. осіб. У демографічному плані 55,1 % населення — чоловіки і 44,9 % — жінки.
Станом на 01.01.2005 р. населення — 24 004 осіб, або 1 % від населення області, у тому числі:
- міського — 8241 осіб
- сільського — 15763 осіб

Населення станом на 1 серпня 2013 становить 20 818 осіб.
Етнічний склад населення району на 2001 рік був представлений наступним чином:
- українці — 68 %;
- росіяни — 31,1 %;
- білоруси — 0,3 %
- інші національності — 0,6 %[4]

Етномовний склад сільських та міських рад району (рідна мова населення) за переписом 2001 року, %
|                                 | українська | російська | білоруська | вірменська |
| Троїцький район                 | 62,8       | 36,9      | 0,1        | 0,1        |
| ------------------------------- | ---------- | --------- | ---------- | ---------- |
| смт Троїцьке                    | 72,4       | 27,5      | 0,0        | 0,1        |
| Арапівська сільрада             | 86,2       | 10,1      | 0,6        |            |
| Богатьковська сільрада          | 92,2       | 7,1       | 0,1        |            |
| Воєводська сільрада             | 89,3       | 10,0      | 0,1        |            |
| Демино-Олександрівська сільрада | 51,4       | 48,5      | 0,1        |            |
| Лантратівська сільрада          | 93,7       | 6,1       | 0,1        |            |
| Новоолександрівська сільрада    | 26,0       | 72,6      |            |            |
| Новознам'янська сільрада        | 2,9        | 96,8      |            |            |
| Новочервоненська сільрада       | 95,4       | 4,3       |            |            |
| Вівчарівська сільрада           | 90,3       | 9,4       | 0,1        |            |
| Покровська сільрада             | 9,1        | 90,7      | 0,1        |            |
| Привільська сільрада            | 86,9       | 13,0      |            |            |
| Розпасіївська сільрада          | 90,6       | 9,0       | 0,1        |            |
| Розсипненська сільрада          | 19,1       | 80,9      |            |            |
| Тарасівська сільрада            | 95,6       | 4,0       | 0,2        |            |
| Тимонівська сільрада            | 34,6       | 65,1      | 0,1        |            |
| Тополівська сільрада            | 9,2        | 90,1      | 0,1        | 0,3        |
| Ямненська сільрада              | 13,0       | 86,3      |            | 0,6        |

### Список сіл району
| Назва                | Входження                            |
| -------------------- | ------------------------------------ |
| Аношкине             | Тополівська сільська рада            |
| Арапівка             | Арапівська сільська рада             |
| Бабичеве             | Лантратівська сільська рада          |
| Багачка              | Багачанська сільська рада            |
| Бараничеве           | Арапівська сільська рада             |
| Березівка            | Привільська сільська рада            |
| Богородицьке         | Покровська сільська рада             |
| Високе               | Тополівська сільська рада            |
| Вівчарове            | Вівчарівська сільська рада           |
| Вільшани             | Привільська сільська рада            |
| Воєводське           | Воєводська сільська рада             |
| Глотівка             | Новоолександрівська сільська рада    |
| Головкове            | Привільська сільська рада            |
| Давидівка            | Покровська сільська рада             |
| Демино-Олександрівка | Демино-Олександрівська сільська рада |
| Дуванка              | Вівчарівська сільська рада           |
| Жовтневе             | Тополівська сільська рада            |
| Загір'я              | Воєводська сільська рада             |
| Іллінка              | Новоолександрівська сільська рада    |
| Іллічівка            | Воєводська сільська рада             |
| Калініне             | Багачанська сільська рада            |
| Караїчне             | Яменська сільська рада               |
| Кашкарне             | Новознам'янська сільська рада        |
| Клинуватка           | Яменська сільська рада               |
| Козарик              | Тополівська сільська рада            |
| Коченове             | Яменська сільська рада               |
| Кошелівка            | Арапівська сільська рада             |
| Красногригорівка     | Тимонівська сільська рада            |
| Лантратівка          | Лантратівська сільська рада          |
| Лугове               | Привільська сільська рада            |
| Максимівка           | Багачанська сільська рада            |
| Малоолександрівка    | Тимонівська сільська рада            |
| Маслакове            | Вівчарівська сільська рада           |
| Маслівка             | Воєводська сільська рада             |
| Михайлівка           | Тимонівська сільська рада            |
| Новознам'янка        | Новознам'янська сільська рада        |
| Новоолександрівка    | Новоолександрівська сільська рада    |
| Новочервоне          | Новочервоненська сільська рада       |
| Озеро                | Воєводська сільська рада             |
| Покровське           | Покровська сільська рада             |
| Полтавське           | Воєводська сільська рада             |
| Роднички             | Багачанська сільська рада            |
| Розпасіївка          | Розпасіївська сільська рада          |
| Розсипне             | Розсипненська сільська рада          |
| Сиротине             | Демино-Олександрівська сільська рада |
| Солонці              | Новознам'янська сільська рада        |
| Судьбинка            | Воєводська сільська рада             |
| Тарасівка            | Тарасівська сільська рада            |
| Тимонове             | Тимонівська сільська рада            |
| Тополі               | Тополівська сільська рада            |
| Трудродительське     | Вівчарівська сільська рада           |
| Федосіївка           | Розпасіївська сільська рада          |
| Царівка              | Розпасіївська сільська рада          |
| Чапліївка            | Привільська сільська рада            |
| Шатківка             | Розсипненська сільська рада          |
| Шахове               | Привільська сільська рада            |
| Ями                  | Яменська сільська рада               |

## Економіка

### Промисловість
У районі функціонують 4 великих промислових підприємства:
- ЗАТ «Троїцький олійнопресовий завод» (олійнопресовий завод) — спеціалізується на виробництві соняшникової олії, макухи, соняшникового борошна для кондитерської фабрики. Виробничі потужності — до 24 тис. тонн на рік і відповідна кількість суміжної продукції. Підприємство є основним платником податків у районі.
- ЗАТ «Троїцький маслоробний завод» — спеціалізується на виробництві вершкового масла, твердого сиру, замінника незбираного молока. Виробнича потужність дозволяє за добу переробити 150 тонн молока. Сировинна зона заводу охоплює весь Троїцький район, частину Білокуракинського і Сватівського районів.
- ТОВ «Троїцьк-молоко» — має великі можливості по виробництву мінеральної лікувальної столової води хлоридно-натрієвого складу «Світлана». Вода рекомендована до лікувального використання Одеським науково-дослідним інститутом курортології і медичної реабілітації. Рекомендації з лікувального використання: хронічні гастрити, коліти, хронічні захворювання печінки і жовчовивідних шляхів, хвороби обміну речовин. Глибина свердловини — 715 м. Усі промислові центри віддалені не менш ніж на 200 км.
- ТОВ «Троїцьке ремонтно-транспортне підприємство» — спеціалізується на ремонті сільськогосподарської техніки.

### Сільське господарство
Земельний фонд району — 163,3 тис. га, в тому числі:
- сільгоспугідь — 144,8 тис. га;
- з них рілля — 105,3 тис. га.

Сільськогосподарське виробництво представлене 30 реформованими агроформуваннями і 97 селянсько-фермерськими господарствами. На долю сільгосппідприємств району приходиться близько 10 % внутрішнього валового продукту області.
Територію району перетинають автодороги регіонального значення Троїцьке—Луганськ (через Сватове) і Троїцьке—Луганськ (через Білокуракине), є автомобільний зв'язок із Вейделєвським районом Бєлгородської області.

## Політика
25 травня 2014 року відбулися Вибори Президента України. У межах Троїцького району було створено 30 виборчих дільниць. Явка на виборах складала — 20,02 % (проголосували 3 117 із 15 571 виборців). Найбільшу кількість голосів отримав Петро Порошенко — 30,13 % (939 виборців); Сергій Тігіпко — 20,76 % (647 виборців), Михайло Добкін — 11,13 % (347 виборців), Петро Симоненко та Юлія Тимошенко — по 8,18 % (по 255 виборців). Решта кандидатів набрали меншу кількість голосів. Кількість недійсних або зіпсованих бюлетенів — 4,65 %.